# دن شیلون
دن شیلون (عبری: דן שילון‎؛ زادهٔ ۲۴ اکتبر ۱۹۴۰) روزنامه‌نگار، و مجری تلویزیون اهل اسرائیل است. او حرفه‌اش را در دههٔ ۱۹۶۰ و در صدای اسرائیل آغاز کرد.